# Hansjörg Vogel
Hansjörg Vogel (Berna, 16 marzo 1951) è un vescovo cattolico svizzero, dimesso dallo stato clericale.

## Biografia
Hansjörg Vogel è nato a Berna il 16 marzo 1951 ed è cresciuto a Lucerna.

### Formazione e ministero sacerdotale
Ha compiuto gli studi per il sacerdozio a Roma e a Lucerna dove nel 1976 si è laureato in teologia.
Il 28 novembre 1976 è stato ordinato presbitero per la diocesi di Basilea. Nel 1989 ha conseguito il dottorato in teologia pastorale presso il Collegio filosofico-teologico "San Giorgio" di Francoforte sul Meno. È stato vicario parrocchiale a Horw, direttore spirituale del seminario di Lucerna e parroco della parrocchia di Santa Maria a Berna dove ha anche ricoperto l'ufficio di decano.

### Ministero episcopale
Il 14 gennaio 1994 il capitolo dei canonici della cattedrale di Soletta lo ha selezionato come nuovo vescovo di Basilea. Il 3 febbraio la nomina è stata confermata dalla Santa Sede. Ha ricevuto l'ordinazione episcopale il 4 aprile successivo dal vescovo emerito di Basilea Otto Wüst, co-consacranti il vescovo di Losanna, Ginevra e Friburgo Pierre Mamie e il vescovo ausiliare di Basilea Joseph Candolfi.
Il 2 giugno 1995 papa Giovanni Paolo II ha accettato la sua rinuncia al governo pastorale della diocesi dopo che si era saputo che presto sarebbe diventato padre. In una lettera ai fedeli della diocesi ha detto: "Da quando ho assunto la carica di vescovo ho avvertito una forte pressione psicologica. Ho quindi cercato conforto nella relazione con una donna che già conoscevo da tempo. Questa relazione ha portato a una gravidanza". In seguito si è sposato civilmente con la donna. Sua figlia è nata nel settembre del 1995.
Dal 1996 al 1998 ha lavorato come project manager per i rifugiati dell'organizzazione non-profit "Solidar Suisse". Ha poi lavorato come ricercatore presso il centro di terapia per le vittime di torture della Croce Rossa Svizzera a Berna. In seguito si è formato come psicologo analitico presso l'Istituto Carl Gustav Jung di Küsnacht. Dal gennaio del 2001 e fino al suo pensionamento anticipato nel 2011 ha lavorato come commissario per l'immigrazione e l'integrazione del Canton Lucerna.

## Opere
- Busse als ganzheitliche Erneuerung. Praktischtheologische Perspektiven einer zeitgemässen Umkehrpraxis dargestellt am Fastenopfer der Schweizer Katholiken. Universitäts-Verlag, Friburgo 1990, ISBN 3-7278-0666-4 (Praktische Theologie im Dialog. Vol 4).

## Genealogia episcopale
La genealogia episcopale è:
- Cardinale Scipione Rebiba
- Cardinale Giulio Antonio Santori
- Cardinale Girolamo Bernerio, O.P.
- Arcivescovo Galeazzo Sanvitale
- Cardinale Ludovico Ludovisi
- Cardinale Luigi Caetani
- Cardinale Ulderico Carpegna
- Cardinale Paluzzo Paluzzi Altieri degli Albertoni
- Papa Benedetto XIII
- Papa Benedetto XIV
- Papa Clemente XIII
- Cardinale Marcantonio Colonna
- Cardinale Giacinto Sigismondo Gerdil, B.
- Cardinale Giulio Maria della Somaglia
- Cardinale Carlo Odescalchi, S.I.
- Cardinale Costantino Patrizi Naro
- Cardinale Serafino Vannutelli
- Cardinale Domenico Serafini, Cong. Subl. O.S.B.
- Cardinale Pietro Fumasoni Biondi
- Arcivescovo Filippo Bernardini
- Vescovo Franziskus von Streng
- Vescovo Anton Hänggi
- Vescovo Otto Wüst
- Vescovo Hansjörg Vogel